# Quyền LGBT ở Turkmenistan
Quyền đồng tính nữ, đồng tính nam, song tính và chuyển giới (tiếng Turkmen: ???) ở Turkmenistan phải đối mặt với những thách thức pháp lý mà những người không phải LGBT không gặp phải. Nam đồng tính luyến ái là bất hợp pháp trong Turkmenistan và bị phạt tù với thời hạn lên tới hai năm.

## Bảng tóm tắt
| Hoạt động tình dục đồng giới hợp pháp                                                                                       | Đối với nam (hình phạt: tối đa 2 năm tù) / Dành cho nữ |
| Độ tuổi đồng ý | Dành cho nam / Dành cho nữ                             |
| Luật chống phân biệt đối xử chỉ trong việc làm                                                                              | No                                                     |
| Luật chống phân biệt đối xử trong việc cung cấp hàng hóa và dịch vụ                                                         | No                                                     |
| Luật chống phân biệt đối xử trong tất cả các lĩnh vực khác (bao gồm phân biệt đối xử gián tiếp, ngôn từ kích động thù địch) | No                                                     |
| Hôn nhân đồng giới | No                                                     |
| Công nhận các cặp đồng giới                                                                                                 | No                                                     |
| Con nuôi của các cặp vợ chồng đồng giới                                                                                     | No                                                     |
| Con nuôi chung của các cặp đồng giới                                                                                        | No                                                     |
| Người đồng tính nam và đồng tính nữ được phép phục vụ công khai trong quân đội                                              |                                                        |
| Quyền thay đổi giới tính hợp pháp                                                                                           | No                                                     |
| Truy cập IVF cho đồng tính nữ                                                                                               | No                                                     |
| Mang thai hộ thương mại cho các cặp đồng tính nam                                                                           | No                                                     |
| NQHN được phép hiến máu | No                                                     |